# Ulrich Burchardt
Ulrich „Uli“ Burchardt (* 1. Februar 1971 in Konstanz) ist ein deutscher Politiker (CDU). Er ist seit dem 10. September 2012 Oberbürgermeister der Stadt Konstanz.

## Leben
Ulrich Burchardt, Sohn des Historikers Lothar Burchardt, besuchte von 1984 bis 1989 das Heinrich-Suso-Gymnasium in Konstanz. Nach einer Ausbildung zum Landwirt erlangte er 1992 an der Mettnau-Schule in Radolfzell die Allgemeine Fachhochschulreife. Nach dem Zivildienst am Fraunhofer-Institut für atmosphärische Umweltforschung (IFU) in Garmisch-Partenkirchen studierte er Forstwirtschaft an der Hochschule Weihenstephan-Triesdorf, wo er zuletzt Studierendensprecher war. Sein Studium schloss er 1997 als Diplom-Forstingenieur (FH) ab. 
Ab 1997 war er bei dem Einzel- und Versandhandelsunternehmen Manufactum Hoof & Partner KG und der Manufactum Magazin GmbH tätig, wo er zwei Jahre später in die Geschäftsleitung aufrückte. 2005 machte er sich als Unternehmensberater für strategisches Marketing selbständig. Er hatte bis zu seiner Vereidigung als Oberbürgermeister der Stadt Konstanz einen Lehrauftrag an der HTWG Konstanz inne.

## Politik
Burchardt ist Mitglied der CDU und gehört zum regionalen Wirtschaftsrat der Partei. Ab 2011 war er Mitglied des Aktionsbündnisses Attac, trat dort jedoch infolge des Russisch-Ukrainischen Kriegs aufgrund deren zögerlicher Haltung zu Waffenlieferungen für die Ukraine wieder aus.
2012 kandidierte er bei der Wahl zum Oberbürgermeister der Stadt Konstanz als unabhängiger Kandidat, allerdings unterstützt von bekannten Kommunalpolitikern der CDU und der Freien Wähler. Beim ersten Wahlgang erzielte er mit 25,9 Prozent das zweitbeste Ergebnis. Zwei Wochen später erhielt er mit 39,1 Prozent die meisten Stimmen; seine Konkurrentinnen Sabine Reiser (ebenfalls CDU) und Sabine Seeliger (Grüne) erhielten 31,9 bzw. 27,6 Prozent. Burchardt trat sein Amt am 10. September 2012 an. Er löste Horst Frank (Grüne) ab, der nach 16 Jahren im Amt nicht zur Wiederwahl angetreten war.
Im Mai 2019 rief Konstanz als erste Stadt in Deutschland den Klimanotstand aus.
Die Oberbürgermeisterwahl 2020 wurde wegen der COVID-19-Pandemie in Baden-Württemberg vom Frühjahr auf Herbst verschoben und fand am 27. September 2020 statt. Burchardt kandidierte, von CDU, Freien Wählern und der FDP unterstützt, erneut und erhielt im ersten Wahlgang 35,8 Prozent, somit lag er hinter Luigi Pantisano (Die Linke, unterstützt von Grünen, Linker Liste Konstanz, Jungem Forum und Volt), der 38,3 Prozent der Stimmen erhielt. Der zweite Wahlgang fand am 18. Oktober 2020 statt. Hierbei konnte er sein Amt mit einer Mehrheit von 49,5 Prozent gegen seine Herausforderer verteidigen.

## Schriften
- Ausgegeizt!: Wertvoll ist besser – Das Manufactum-Prinzip. Campus Verlag Frankfurt am Main 2012, ISBN  978-3-593-39664-4
- Menschenschutzgebiet: Wie die Stadt der Zukunft ein Teil der Natur wird. Goldmann Verlag, München 2024, ISBN 978-3-442-31772-1